# Battaglia di Firad
La battaglia di Firāḍ (in arabo معركة الفراض‎?, Maʿrakat al-Firāḍ) fu l'ultima battaglia degli Arabi musulmani in Mesopotamia, al comando di Khālid b. al-Walīd, contro le forze dell'Impero sasanide, coalizzate oltre che con gli Arabi cristiani, anche con l'Impero bizantino.
La coalizione anti-musulmana aveva, secondo i successivi cronisti musulmani, la poco credibile consistenza di 150 000 soldati, mentre i musulmani avrebbero potuto allineare solo 15 000 soldati.
La battaglia si concluse con una decisiva vittoria per Khālid, che suggellò così la conquista della Mesopotamia. La conquista islamica della Persia fu completata dopo la vittoria musulmana nella battaglia di al-Qādisiyya.